# Nunzio Federigo Faraglia
Nunzio Federigo Faraglia (né le 31 juillet 1841 à Pescocostanzo, dans la région des Abruzzes  et mort le 9 février 1920 à Sulmona) est un abbé, historien et philologue italien.

## Biographie
Nunzio Federigo Faraglia étudi à l'abbaye de Montecassino, où il avait parmi ses professeurs Luigi Tosti (en). Il est ensuite entré dans les Grandes Archives d'État de Naples, dont il était responsable, se distinguant par ses activités d'archiviste et de paléographe et il a fait des études importantes, en particulier, sur l'histoire du royaume de Naples et sur les Abruzzes au Moyen Âge.

## Crédit d'auteurs
- (it) Cet article est partiellement ou en totalité issu de l’article de Wikipédia en italien intitulé « Nunzio Federigo Faraglia » (voir la liste des auteurs).